# Schmalblättriger Gänsefuß
Der Schmalblättrige Gänsefuß (Chenopodium pratericola Rydb.) ist eine Pflanzenart in der Familie der Fuchsschwanzgewächse (Amaranthaceae). Er stammt aus Nordamerika und kommt auch in Mitteleuropa vor.

## Beschreibung

### Vegetative Merkmale

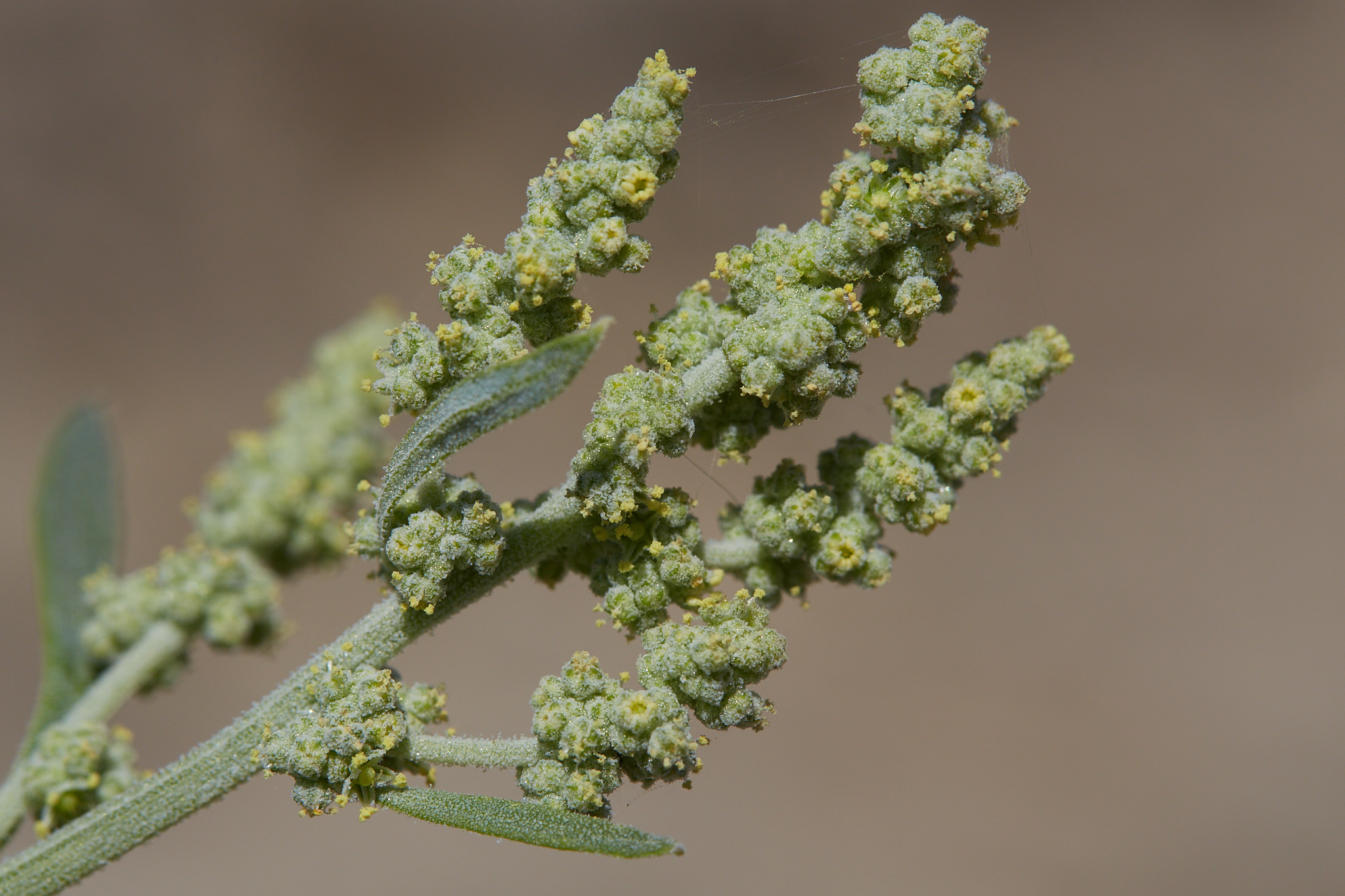
Blütenstand

Der Schmalblättrige Gänsefuß ist eine einjährige krautige Pflanze mit einer Wuchshöhe von 20 bis 100 Zentimetern. Der stets aufrechte, mäßig bis stark bemehlte Stängel ist unverzweigt oder im oberen Teil verzweigt.
Die wechselständigen, mehr oder weniger bemehlten Laubblätter sind dicklich und etwas fleischig. Der 0,4 bis 1 cm lange Blattstiel erweitert sich keilförmig in die Blattspreite. Die Blattspreite ist 1,5 bis 4,2 (bis 6) cm lang und 0,4 bis 1 (bis 1,4) cm breit, lineal, schmal lanzettlich oder länglich-elliptisch, zugespitzt, und meist dreinervig (selten einnervig). Die Blätter haben im Gegensatz zum Weißen Gänsefuß (Chenopodium album) nur zwei basale Seitennerven und nicht mehr. Der Blattrand ist ganzrandig oder weist nahe der Basis ein Paar Lappen auf.

### Blütenstand und Blüten
Die Blütenknäuel sind meist dicht in endständigen oder achselständigen Rispen angeordnet und reifen unregelmäßig heran. Die Tragblätter sind blattartig. Die zwittrigen Blüten besitzen eine Blütenhülle aus (vier bis) fünf dicht bemehlten, länglich-eiförmigen, bis zur Basis getrennten Tepalen mit einer Länge von 0,8 bis 1 mm und einer Breite von 0,5 bis 0,7 mm, die auf dem Rücken stark gekielt sind. Die Blüten enthalten (vier bis) fünf Staubblätter und einen Fruchtknoten mit zwei Narben.
Die Blütezeit reicht von August bis Oktober. Die Bestäubung erfolgt in der Regel durch den Wind.

### Frucht und Samen
Die reife, eiförmige Frucht ist zwischen den abstehenden Tepalen sichtbar. Die glatte Fruchtwand haftet dem Samen nicht an. Der Same mit einem Durchmesser von 0,9 bis 1,3 mm ist rund mit abgerundetem Rand. Die schwarze Samenschale hat eine runzelige Oberfläche.

### Chromosomenzahl
Die Chromosomenzahl beträgt 2n = 18.

## Ökologie
Der Schmalblättrige Gänsefuß ist eine Nahrungspflanze für die Schmetterlingsraupen von Gänsefuß-Blütenspanner (Eupithecia sinuosaria) und Melden-Blattspanner (Pelurga comitata).

## Vorkommen
Das natürliche Verbreitungsgebiet des Schmalblättrigen Gänsefußes liegt in Nordamerika. Er kommt dort von Alaska bis Mexiko vor. Dort besiedelt er offene sandige Böden, Trockengebüsche oder Salbeibuschland und kommt häufig in salzigen oder alkalinen Lebensräumen vor. Von der Ebene gedeiht er bis zu einer Höhenlage von 2400 m.
In Mitteleuropa, Ost- und Nordeuropa kommt der Schmalblättrige Gänsefuß gelegentlich als eingeführte Adventivpflanze vor. In Deutschland gilt die Art als eingebürgerter Neophyt. Hier wächst er selten und unbeständig in kurzlebiger Ruderalvegetation (Chenopodietea-Gesellschaften), besonders an Umschlagplätzen wie Bahnhöfen oder Hafenanlagen oder an Müllplätzen, bevorzugt auf sandigen Böden. Bekannte Fundorte liegen beispielsweise in der Oberrheinebene.
In der Schweiz gilt die Art als stark gefährdet, regional sogar als ausgestorben. Die ökologischen Zeigerwerte nach Landolt et al. 2010 sind in der Schweiz: Feuchtezahl F = 2 (mäßig trocken), Lichtzahl L = 4 (hell), Reaktionszahl R = 3 (schwach sauer bis neutral), Temperaturzahl T = 4+ (warm-kollin), Nährstoffzahl N = 4 (nährstoffreich), Kontinentalitätszahl K = 3 (subozeanisch bis subkontinental).

## Systematik
Die Erstveröffentlichung von Chenopodium pratericola erfolgte 1912 durch Per Axel Rydberg.
Synonyme von Chenopodium pratericola Rydb., die auf demselben Typusexemplar beruhen, sind Botrys pratericola (Rydb.) Lunell, Chenopodium leptophyllum (Moq.) Nutt. ex S.Watson pratericola (Rydb.) F.C. Gates und Chenopodium leptophyllum var. pratericola (Rydb.) F.C. Gates. Als weitere Synonyme gelten Chenopodium desiccatum var. leptophylloides (Murr) Wahl, Chenopodium leptophyllum var. leptophylloides (Murr) Thell. & Aellen, Chenopodium petiolare var. leptophylloides Murr und Chenopodium pratericola subsp. eupratericola Aellen.

## Nutzung
Die Blätter und jungen Sprosse des Schmalblättrigen Gänsefußes können gekocht wie Spinat zubereitet werden. Die Samen können gemahlen als Mehlzusatz dienen oder sind gekocht als Pseudogetreide essbar. Es wird empfohlen, sie über Nacht einzuweichen und danach gründlich abzuspülen, um die Saponine zu entfernen.
Die ganze Pflanze kann als Färbepflanze für gold-grüne Farbtöne verwendet werden.

## Belege
- Steven E. Clemants, Sergei L. Mosyakin: Chenopodium. In: Flora of North America Editorial Committee (Hrsg.): Flora of North America North of Mexico. Volume 4: Magnoliophyta: Caryophyllidae, part 1. Oxford University Press, New York / Oxford u. a. 2003, ISBN 0-19-517389-9, Chenopodium pratericola, S. 288 (englisch, online). (Abschnitte Beschreibung, Vorkommen)